# Làzar Nikólov
Làzar Nikólov (Burgàs, 26 d'agost de 1922 - Sofia, 7 de febrer de 2005) fou un compositor búlgar.
Va estudiar a l'Acadèmia Nacional de Música de Sofia amb Dimitar Nenov (al que va homenatjar orquestrant el 1980 la seva Toccata per a piano) i Pantxo Vladiguèrov, i el 1957 va començar a ensenyar a la mateixa institució. La majoria de la seva producció és instrumental, destacant els seus cicles de sis simfonies, set sonates per a piano, tres quartets de corda i quatre metamorfosis per a combinacions diverses, i va escriure una sonata per a quasi tots els instruments de l'orquestra. Però també va escriure dues òperes, entre altres composicions vocals.
Va ser un dels primers compositors a introduir el serialisme i altres tècniques d'avantguarda a la música clàssica búlgara, i a diferència de Konstantin Iliev no va combinar-les amb el folklore búlgar. Allò va enfrontar-lo amb la línia del realisme socialista imposada al bloc soviètic, i al llarg de la seva joventut les seves composicions van ser rarament programades. Aquestes traves van anar desapareixent als anys seixanta, i Nikolov va representar Bulgària en festivals com la Tardor de Varsòvia i les Biennals de Berlín i Zagreb i el 1965 va accedir al secretariat de la Unió de Compositors de Bulgària. Als anys noranta va presidir la Unió, i va publicar les seves memòries El meu món.

## Composicions
- Òpera
  - Prometeu encadenat (1969)
  - Els oncles (1975)
- Altra música vocal-orquestral
  - Dues cançons de Hölderlin (1969)
  - Cançons tristes i tràgiques (1988)
- Música orquestral
  - Suite per a orquestra (1947)
  - Concert per a piano núm. 1 (1948)
  - Concert per a corda (1949)
  - Concert per a violí (1951)
  - Simfonia núm. 1 (1953)
  - Concert per a piano núm. 2 (1955)
  - Simfonia núm. 2 (1962)
  - Concertino per a piano (1964)
  - Concertino per a violoncel (1973)
  - Simfonia núm. 3 (1979)
  - Elegia per a violoncel (1981)
  - Simfonia núm. 4 (1984)
  - Simfonia núm. 5 (1989)
  - Lento (1990)
  - Reflexos i capvespre (1995)
  - Simfonia núm. 6 (2001)
- Música de cambra
  - Sonata per a piano núm. 1 (1950)
  - Sonata per a piano núm. 2 (1951)
  - Sonata per a dos pianos núm. 1 (1952)
  - Sonata per a violí (1954)
  - Sonata per a flauta (1955)
  - Sonata per a viola (1955)
  - Sonata per a piano núm. 3 (1956)
  - Quintet per a piano (1959)
  - Sonata per a clarinet (1962)
  - Sonata per a violoncel (1962)
  - Sonata per a piano núm. 4 (1964)
  - Jocs virtuosístics (Quartet de corda núm. 1) (1965)
  - Simfonies per a 13 instruments (1965)
  - Divertimento concertante (1968)
  - Miroitements pianistiques (1970)
  - Petit Requiem (Quartet de corda núm. 2 (1971)
  - Sonata per a dues arpes (1972)
  - Sonata per contrabàs (1972)
  - Sonata per a òboe (1976)
  - Sonata per a fagot (1976)
  - Sonata per a orgue (1977)
  - Suite festiva, per a dos pianos i percussió (1980)
  - Sonata per a piano núm. 5 (1980)
  - Sonata per a dos pianos núm. 2 (1980)
  - Metamorfosis núm. 1, per a violoncel, quartet de vents i arpa (1981)
  - Sonata per a piano núm. 6 (1982)
  - Sonata per a trompeta (1984)
  - Metamorfosis núm. 2, per a clarinet, percussió i piano (1985)
  - Sonata per a trombó (1985)
  - Metamorfosis núm. 3, per a dues sopranos i ensemble (1987)
  - Quartet de corda núm. 3 (1990)
  - Metamorfosis núm. 4, per a 12 violoncels (1991)
  - Sonata pe a arpa sola (1991)
  - Sonata per a piano núm. 7 (1991)
  - Trio per a piano núm. 1 (1993)
  - Intermezzo per a violí, violoncel i piano (1994)
  - Pezzo tempestoso, per a violoncel i piano (1994)
  - Trio per a piano núm. 2, amb viola i contrabaix (1996)
  - De la música d'Orfeu, per a viola sola (2001)
- Música vocal
  - Veu I, per a soprano i ensemble (1989)
  - Le Requiem, per a mezzosoprano, violí i piano (1995)
  - Cançó per a mezzosoprano i piano (1995)
  - Veu II, per a tenor i piano (1995)